# بيت الصعيفة (الرجم)

تعديل مصدري - تعديل

بيت الصعيفة هي إحدى قرى عزلة بني الغسال بمديرية الرجم التابعة لمحافظة المحويت، بلغ تعداد سكانها 228 نسمة حسب تعداد اليمن لعام 2004.